# Crunchyroll Anime Awards
Los Crunchyroll Anime Awards, también conocidos simplemente como The Anime Awards, son premios otorgados anualmente por el servicio de transmisión de anime Crunchyroll para reconocer el mejor anime del año anterior. Anunciados en diciembre de 2016, los premios se entregaron por primera vez en enero de 2017. Crunchyroll lo describe como un "evento global que reconoce las series de anime, personajes y artistas que los fanáticos de todo el mundo más aman".
La novena ceremonia se llevó a cabo físicamente el 25 de mayo de 2025 en Tokio, Japón. Solo Leveling ganó el premio al Anime del año.

## Proceso
Los premios tienen dos rondas de votación. En la primera ronda, cada juez presentará hasta cinco candidatos por categoría. Los seis candidatos que obtuvieron el mayor número de nominaciones acumuladas del panel serán incluidos en la lista final. Durante el período de votación, que dura una semana, el público puede elegir un solo candidato por categoría por día. Los ganadores de cada categoría son los que recibieron la mayor cantidad de votos de los jueces y el público. El 70% de los votos provendrá de los jueces y el 30% de los resultados de la votación pública.
Cualquier anime que se haya producido principalmente en Japón y se haya lanzado legalmente en televisión o en línea en Japón desde noviembre de dos años antes de septiembre del año pasado es elegible para ser nominado. Esto significa que, para la séptima edición, cualquier anime lanzado entre noviembre de 2021 y septiembre de 2022 es elegible.
El conjunto de categorías que se presentarán cambia para cada edición. La 7ª edición, por ejemplo, contará con 31 categorías.

## Categorías

### Actual
- Anime del Año (desde 2017)
- Mejor Personaje Principal (desde 2023)
- Mejor Personaje Secundario (desde 2023)
- Mejor Personaje "Que siempre debemos proteger" (desde 2023)
- Mejor Secuencia de Apertura (desde 2017)
- Mejor Secuencia de Cierre (desde 2017)
- Mejor Canción de Anime (desde 2023)
- Mejor Interpretación de Voz
  - Japonés (JP) (desde 2019)
  - Inglés (EN) (desde 2019)
  - Alemán (DE) (desde 2022)
  - Español Latino (LA) (desde 2022)
  - Español Castellano (SP) (desde 2022)
  - Portugués (PT) (desde 2022)
  - Francés (FR) (desde 2022)
  - Árabe (AR) (desde 2023)
  - Italiano (IT) (desde 2023)
  - Hindi (HI) (desde 2025)
- Mejor Director (desde 2019)
- Mejor Dirección de Arte (desde 2024)
- Mejor Animación (desde 2017)
- Mejor Película (2018-2019; desde 2022)
- Mejor Serie Continua (2018-2019; desde 2023)
- Mejor Serie Nueva (desde 2023)
- Mejor Anime Original (desde 2023)
- Mejor Diseño de Personajes (desde 2019)
- Mejor Anime de Drama (desde 2017)
- Mejor Anime de Comedia (desde 2017)
- Mejor Banda Sonora (desde 2018)
- Mejor Anime de Acción (2017-2018, desde 2022)
- Mejor Anime de Romance (desde 2022)
- Mejor Anime de Recuento de la Vida (2018; desde 2024)
- Mejor Anime Isekai (desde 2025)

### Especial
- Premio Icono de la Industria (2018-2020)
- Premio al Logro Especial (desde 2023)
- Elección del Presentador (desde 2023)
- Premio al Impacto Global (desde 2025)

### Anterior
- Mejor Protagonista (2017-2022)
- Mejor Antagonista (2017-2022)
- Mejor Personaje Masculino (2017-2021)
- Mejor Personaje Femenino (2017-2021)
- Mejor Anime de Fantasía (2020-2024)
- Mejor Escena de Combate (2017-2021)
- Escena Más Conmovedora (2017)
- Mejor CGI (2018)
- Mejor Cinematografía (2024)
- Mejor Manga (2018)
- Mejor Pareja (2017-2018; 2020-2021)
- Mejor Interpretación de Voz
  - Ruso (RU) (2022)

Los premios Héroe del año y Villano del año fueron rebautizados como "Mejor Héroe" y "Mejor Villano" respectivamente en 2018. Sin embargo, fueron rebautizados nuevamente en 2019 como "Mejor Protagonista" y "Mejor Antagonista" respectivamente. En la misma edición, "Mejor Opening" y "Mejor Ending" también pasaron a llamarse "Mejor Secuencia de Apertura" y "Mejor Secuencia de Cierre".

## Ediciones
| Ceremonia                    | Fecha                 | Anime del Año                               |
| ---------------------------- | --------------------- | ------------------------------------------- |
| 1st Crunchyroll Anime Awards | 28 de enero de 2017   | Yuri on Ice                                 |
| 2nd Crunchyroll Anime Awards | 24 de febrero de 2018 | Made in Abyss                               |
| 3rd Crunchyroll Anime Awards | 16 de febrero de 2019 | Devilman Crybaby                            |
| 4th Crunchyroll Anime Awards | 15 de febrero de 2020 | Kimetsu no Yaiba                            |
| 5th Crunchyroll Anime Awards | 19 de febrero de 2021 | Jujutsu Kaisen                              |
| 6th Crunchyroll Anime Awards | 9 de febrero de 2022  | Shingeki no Kyojin: The Final Season Part 1 |
| 7th Crunchyroll Anime Awards | 4 de marzo de 2023    | Cyberpunk: Edgerunners                      |
| 8th Crunchyroll Anime Awards | 2 de marzo de 2024    | Jujutsu Kaisen (Temporada 2)                |
| 9th Crunchyroll Anime Awards | 25 de mayo de 2025    | Solo Leveling                               |

## Premios y nominados notables

### Series
Los siguientes candidatos recibieron varias nominaciones (5 o más):
| Nominaciones | Título                                             |
| ------------ | -------------------------------------------------- |
| 46           | Shingeki no Kyojin                                 |
| 46           | Kimetsu no Yaiba                                   |
| 45           | Jujutsu Kaisen                                     |
| 32           | Spy × Family                                       |
| 29           | My Hero Academia                                   |
| 25           | Chainsaw Man                                       |
| 25           | Ōsama Ranking                                      |
| 23           | Mob Psycho 100                                     |
| 22           | Dandadan                                           |
| 20           | Sōsō no Frieren                                    |
| 18           | Kaguya-sama: Love Is War                           |
| 17           | Oshi no Ko                                         |
| 16           | Dungeon Meshi                                      |
| 16           | Kaiju No. 8                                        |
| 16           | Vinland Saga                                       |
| 14           | JoJo's Bizarre Adventure                           |
| 13           | Los diarios de la boticaria                        |
| 13           | Cyberpunk: Edgerunners                             |
| 13           | Solo Leveling                                      |
| 11           | Beastars                                           |
| 11           | Made in Abyss                                      |
| 11           | Megalo Box                                         |
| 11           | Sono Bisque Doll wa Koi o Suru                     |
| 11           | Odd Taxi                                           |
| 11           | Wonder Egg Priority                                |
| 10           | Bocchi the Rock!                                   |
| 10           | Great Pretender                                    |
| 10           | One Piece                                          |
| 10           | Eizōken ni wa Te wo Dasu na!                       |
| 9            | Mahō Tsukai no Yome                                |
| 9            | Carole & Tuesday                                   |
| 9            | Fruits Basket                                      |
| 9            | Kōtetsujō no Kabaneri                              |
| 8            | Aggretsuko                                         |
| 8            | Jigokuraku                                         |
| 8            | Lycoris Recoil                                     |
| 8            | Mashle                                             |
| 8            | Kobayashi-san Chi no Maid Dragon                   |
| 8            | The Promised Neverland                             |
| 8            | Sarazanmai                                         |
| 7            | 86: Eighty-Six                                     |
| 7            | Devilman Crybaby                                   |
| 7            | Sangatsu no Lion                                   |
| 7            | Re:Zero kara Hajimeru Isekai Seikatsu              |
| 7            | Tower of God                                       |
| 7            | Yuri!!! on Ice                                     |
| 6            | Dorohedoro                                         |
| 6            | Dr. Stone                                          |
| 6            | Boku Dake ga Inai Machi                            |
| 6            | Komi-san wa, Komyushō desu.                        |
| 6            | Houseki no kuni                                    |
| 6            | Little Witch Academia                              |
| 6            | Ranma ½                                            |
| 6            | Tokyo Revengers                                    |
| 6            | Violet Evergarden                                  |
| 6            | Vivy: Fluorite Eye’s Song                          |
| 6            | Zom 100: Zombie ni Naru made ni Shitai 100 no Koto |
| 5            | Bleach: Sennen Kessen-hen                          |
| 5            | Shōwa Genroku Rakugo Shinjū                        |
| 5            | Dragon Ball Super                                  |
| 5            | Tengoku Daimakyō                                   |
| 5            | SK∞ the Infinity                                   |
| 5            | Paripi Kōmei                                       |
| 5            | Zombie Land Saga                                   |

Los siguientes candidatos recibieron múltiples premios (2 o más):
| Premios | Título                                |
| ------- | ------------------------------------- |
| 22      | Jujutsu Kaisen                        |
| 19      | Kimetsu no Yaiba                      |
| 17      | Shingeki no Kyojin                    |
| 15      | My Hero Academia                      |
| 10      | Spy × Family                          |
| 9       | Solo Leveling                         |
| 7       | Yuri!!! on Ice                        |
| 6       | Chainsaw Man                          |
| 6       | Kaguya-sama: Love Is War              |
| 4       | Mob Psycho 100                        |
| 4       | One Piece                             |
| 4       | Re:Zero kara Hajimeru Isekai Seikatsu |
| 3       | Dandadan                              |
| 2       | Cyberpunk: Edgerunners                |
| 2       | Devilman Crybaby                      |
| 2       | Dr. Stone                             |
| 2       | Boku Dake ga Inai Machi               |
| 2       | Horimiya                              |
| 2       | JoJo's Bizarre Adventure              |
| 2       | Eizōken ni wa Te wo Dasu na!          |
| 2       | Made in Abyss                         |
| 2       | Kobayashi-san Chi no Maid Dragon      |
| 2       | Odd Taxi                              |
| 2       | Ōsama Ranking                         |
| 2       | Tensei Shitara Slime Datta Ken        |
| 2       | The Promised Neverland                |
| 2       | The Rising of the Shield Hero         |

### Películas
Los siguientes candidatos recibieron varias nominaciones (2 o más):
| Nominaciones | Título                                        |
| ------------ | --------------------------------------------- |
| 6            | Suzume                                        |
| 4            | Kimetsu no Yaiba: Mugen Ressha-hen            |
| 4            | Jujutsu Kaisen 0                              |
| 4            | One Piece Film: Red                           |
| 3            | Dragon Ball Super: Super Hero                 |
| 3            | Evangelion: 3.0+1.0 Thrice Upon a Time        |
| 3            | Look Back                                     |
| 2            | Koe no Katachi                                |
| 2            | Belle                                         |
| 2            | Digimon Adventure: La última evolución Kizuna |
| 2            | Haikyū!! Movie: Gomisuteba no Kessen          |

Los siguientes candidatos recibieron múltiples premios (2 o más):
| Premios | Título                             |
| ------- | ---------------------------------- |
| 3       | Kimetsu no Yaiba: Mugen Ressha-hen |
| 3       | Jujutsu Kaisen 0                   |
| 2       | Look Back                          |

### Records (a marzo de 2024)

#### Nominados
- Shingeki no Kyojin y Kimetsu no Yaiba obtuvieron la mayor cantidad de nominaciones totales con 46.
- Chainsaw Man tiene la mayor cantidad de nominaciones en un solo año/edición (octava) con 25.
- Dungeon Meshi es la serie de anime que ha recibido más nominaciones con 16, sin ninguna victoria.
- Wonder Egg Priority es la única serie de anime original que tiene la mayor cantidad de nominaciones sin ganar y no fue nominada en la categoría Anime del Año.
- Suzume tiene la mayor cantidad de nominaciones para películas con 6.
- Kimetsu no Yaiba tiene la mayor cantidad de nominaciones para una franquicia con 50.

#### Ganadores
- Jujutsu Kaisen tiene la mayor cantidad de victorias totales con 22.
- Jujutsu Kaisen obtuvo la mayor cantidad de premios en un solo año/edición (octava) con 11, incluido el Anime del año, que también se convirtió en el primer anime en ganar el premio dos veces.
- En la ceremonia inaugural, Yuri!!! on Ice arrasó con siete nominaciones, incluida el Anime del Año, en medio de la controversia de los fans.[7]
- Kimetsu no Yaiba: Mugen Ressha-hen y Jujutsu Kaisen 0 obtuvo la mayor cantidad de victorias para una película con 3.
- Cyberpunk: Edgerunners es la primera adaptación de anime de videojuegos en ganar la categoría Anime del Año, que se basó en el videojuego Cyberpunk 2077 del estudio polaco de desarrollo de videojuegos CD Projekt Red.
- Solo Leveling es el primer anime basado en un cómic coreano (Manhwa) en ganar la categoría de Anime del Año.
- Jujutsu Kaisen tiene la mayor cantidad de victorias para una franquicia con 25.